# Bjørk Herup Olsen
Bjørk Herup Olsen (1991. október 2. –) feröeri atléta, Feröer eddigi legjobb közép- és hosszútávfutónője. Dániában ifjúsági bajnokságokat nyert (2008-ban a 16-17 évesek korosztályában 3000 méteren arany-, 1000 méteren ezüstérmet szerzett), és több számban ő tartja a feröeri csúcsot. A feröeri Bragdið és a dán Helsingør Idrætsforening (2009-ig a Københavns Idræts Forening) klubok versenyzője. A 2009-es dán fedett pályás ranglistán korosztályában 1500 és 3000 méteren is a második helyen végzett.

## Egyéni csúcsok
- 800 m: 2:20,01 World Youth Games, Göteborg, 2010. július 4.[4][5] (feröeri csúcs)
- 1500 m: 4:37,83 World Youth Games, Göteborg, 2010. július 3.[5][6] (feröeri csúcs)
- 3000 m: 10:05,86 World Youth Games, Göteborg, 2010. július 2.[5][7] (feröeri csúcs)
- 5000 m: 18:02,41 Esbjerg, 2010. május 15.[2][8] (feröeri csúcs)
- 5 km: 18.11 Klaksvík, 2009. június 6.
- 10 km: 37:00 Runavík, 2009. július 7.
- 1500 m fedett pálya: 4:38,04 Reykjavík International Games, 2010. január 17. (feröeri csúcs)[9]
- 1 mérföld fedett pálya: 5:19,35 Reykjavík, 2008. január 20.[10]
- 3000 m fedett pálya: 10:02,47 Skive, 2010. március 6.[8][11] (feröeri fedett pályás csúcs)[12]

## Fordítás
- Ez a szócikk részben vagy egészben a Bjørk Herup Olsen című angol Wikipédia-szócikk ezen változatának fordításán alapul.  Az eredeti cikk szerkesztőit annak laptörténete sorolja fel. Ez a jelzés csupán a megfogalmazás eredetét és a szerzői jogokat jelzi, nem szolgál a cikkben szereplő információk forrásmegjelöléseként.